# Людольф фон Услар
Людольф Ведекінд фон Услар (нім. Ludolf Wedekind von Uslar; 3 січня 1867, Нютцен — 28 липня 1939, Гамбург) — німецький офіцер, віцеадмірал рейхсмаріне (вересень 1919).

## Біографія
Представник давнього нижньосаксонського роду, відомого з 1281 року. Приєднався до флоту в квітні 1885 року і пройшов базову підготовку на навчальному кораблі SMS Niobe. Потім в жовтні 1885 року вступив у Військово-морську академію, після чого продовжив навчання на броньованих фрегатах SMS Prinz Adalbert і SMS Gneisenau. Після додаткового навчання, яке тривало з березня по травень 1888 року, служив на лінкорі SMS Württemberg, після чого знову пройшов навчання у Військово-морській академії. Потім служив в 2-му відділі торпедних катерів, після чого служив на лінкорі SMS Prussen. У лютому 1891 року Услара відправили в Східну Азію, де він служив у східноазійській ескадрі на канонерському човні SMS Iltis. У серпні 1893 року повернувся до Німеччини, де служив на Імператорській верфі у Вільгельмсгафені. У 1907 році Услар став начальником генерального мобілізаційного відділу Морського міністерства. Він займав цю посаду до вересня 1910 року, коли став командиром сучасного лінійного крейсера SMS Gneisenau, яким командував до червня 1912 року.
Услар зустрів початок Першої світової війни начальником штабу Прибалтійського моря під командуванням Генріха Прусського. У квітні 1918 року став командувачем німецькими військово-морськими силами в Фінляндії, замінивши контрадмірала Гуго Мойрера.
Після закінчення війни Услар служив в Прибалтиці до квітня 1919 року. Потім з червня 1919 року працював комісаром Морського міністерства в Гамбурзі. Після приходу НСДАП до влади в числі інших адміралів-монархістів 30 червня 1933 року звільнений у відставку.

## Нагороди
- Орден Корони (Пруссія) 2-го класу
- Столітня медаль
- Хрест «За вислугу років» (Пруссія)
- Орден Спасителя, срібний (лицарський) хрест (Грецьке королівство)
- Орден Святих Маврикія та Лазаря, лицарський хрест (Королівство Італія)
- Орден Святої Анни 3-го ступеня (Російська імперія)
- Орден Червоного орла 2-го класу з дубовим листям і мечами
- Залізний хрест 2-го і 1-го класу
- Ганзейський Хрест (Гамбург, Бремен і Любек)
- Хрест «За військові заслуги» (Мекленбург-Шверін) 2-го класу
- Почесний хрест ветерана війни з мечами